# Мюре (Франция)

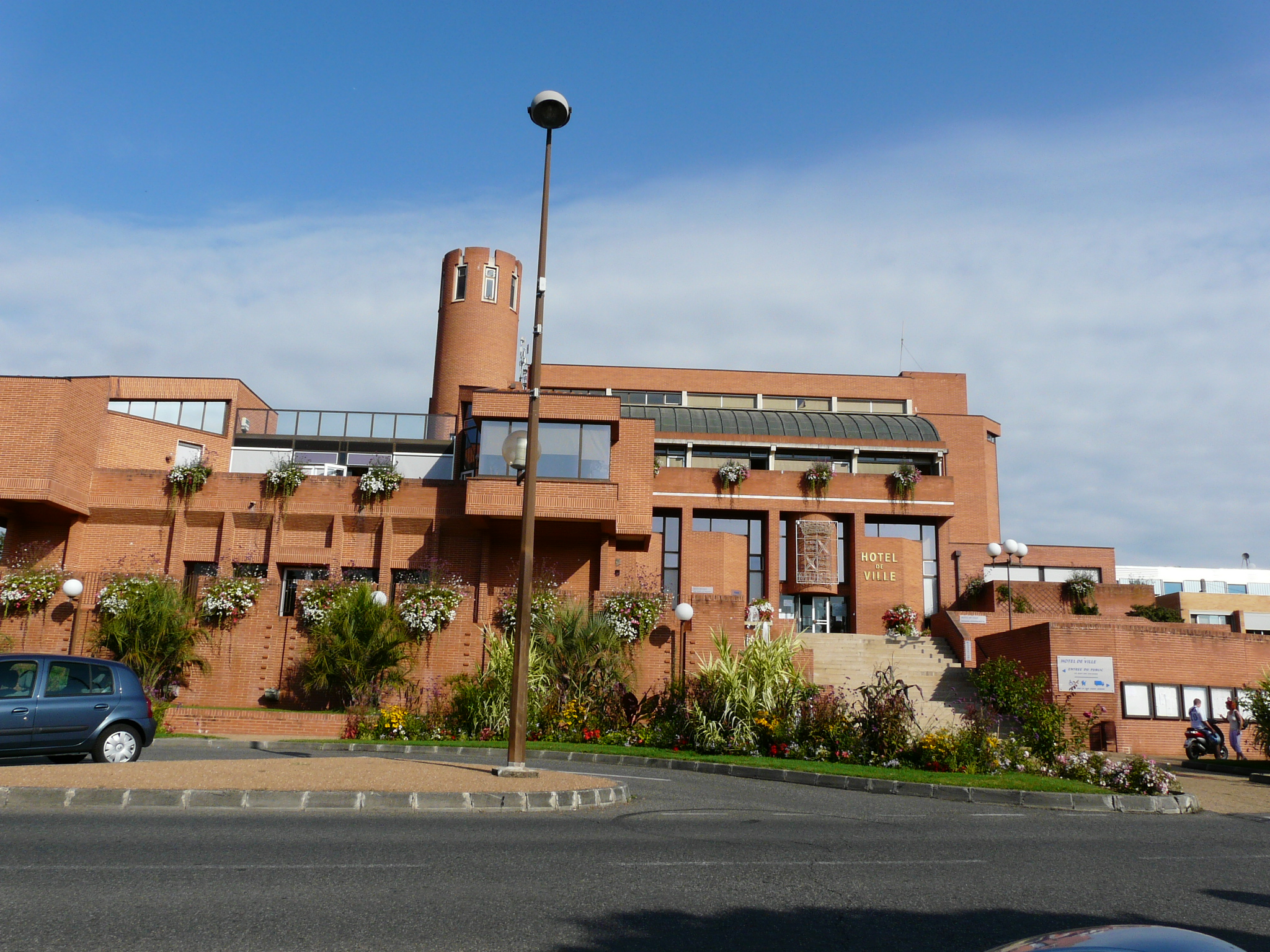
Ратуша

Мюре́ (фр. Muret, окс. Murèth) — коммуна в департаменте Верхняя Гаронна, на юго-западе Франции. Пригород Тулузы. Супрефектура одноимённого округа.
В городе расположен замок XVI—XVII веков Шато́-де-Руде́ль (фр. Château de Rudelle). Он находится в частной собственности, но занесён в список исторического наследия Франции.
У Мюре есть город-побратим в Испании — Монсон.